# Lauren Jackson
Lauren Jackson (ur. 11 maja 1981 w Albury) – australijska koszykarka, reprezentantka kraju, grająca na pozycjach silnej skrzydłowej lub środkowej.
W 2001 roku zadebiutowała w WNBA, w drużynie Seattle Storm. Została wybrana z numerem 1.
Została najmłodszą zawodniczką w historii WNBA, która uzyskała co najmniej 3000, a następnie 4000 punktów w karierze.

## Osiągnięcia

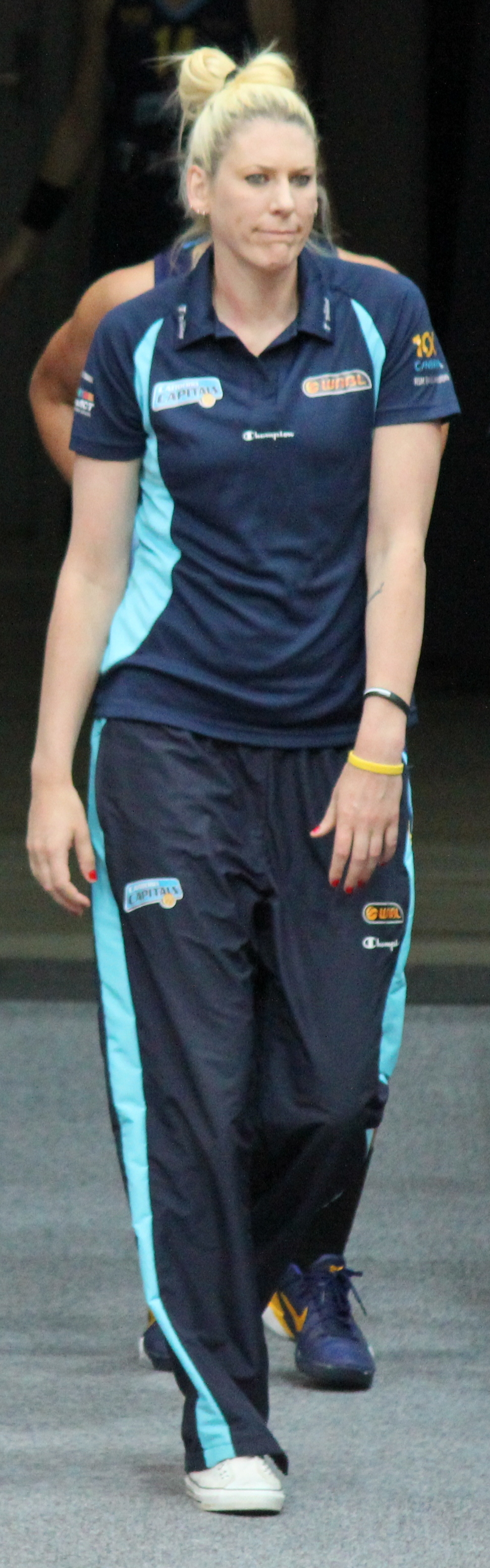
Jackson w 2012.

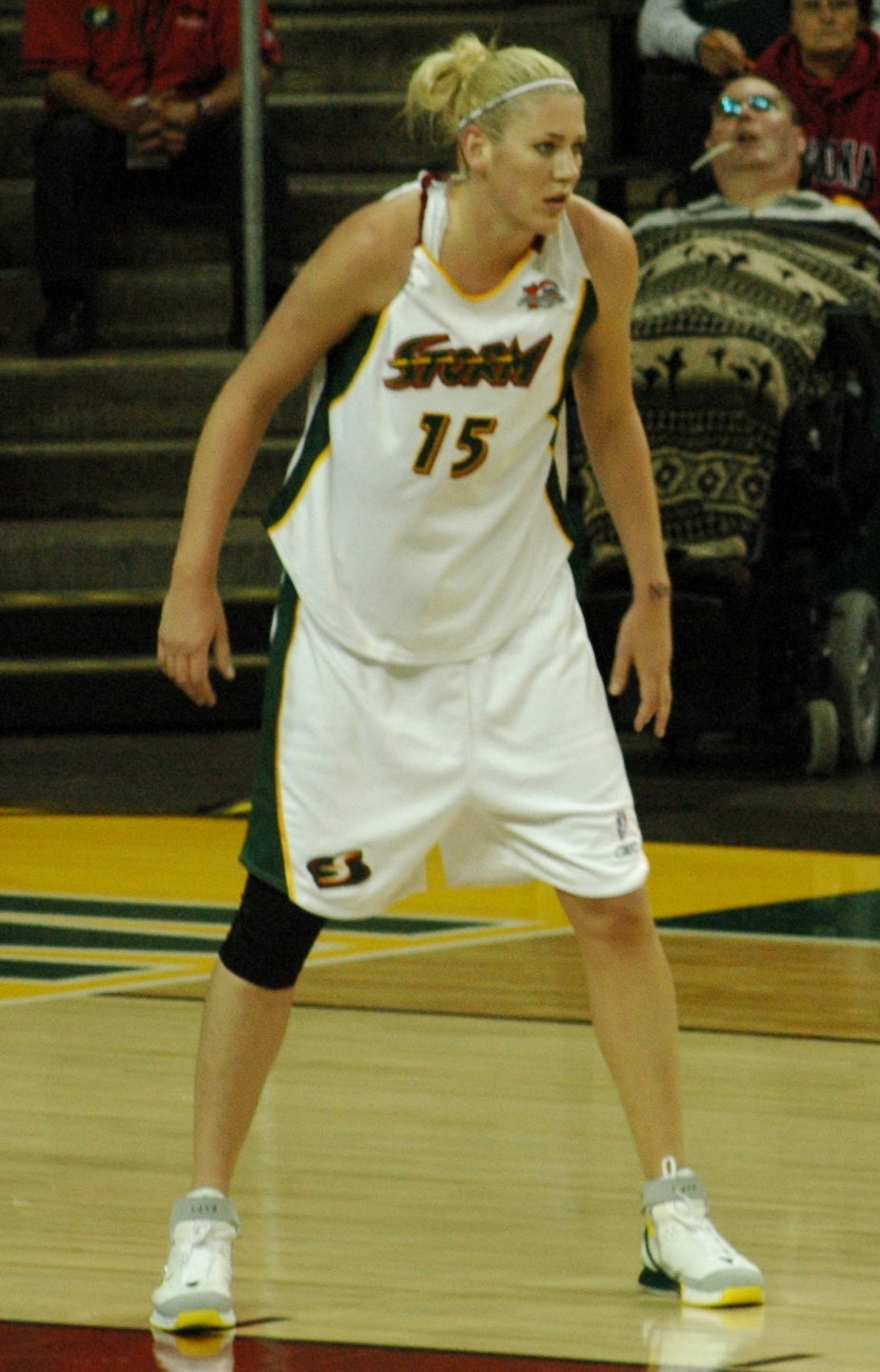
Jackson w barwach Seattle Storm.

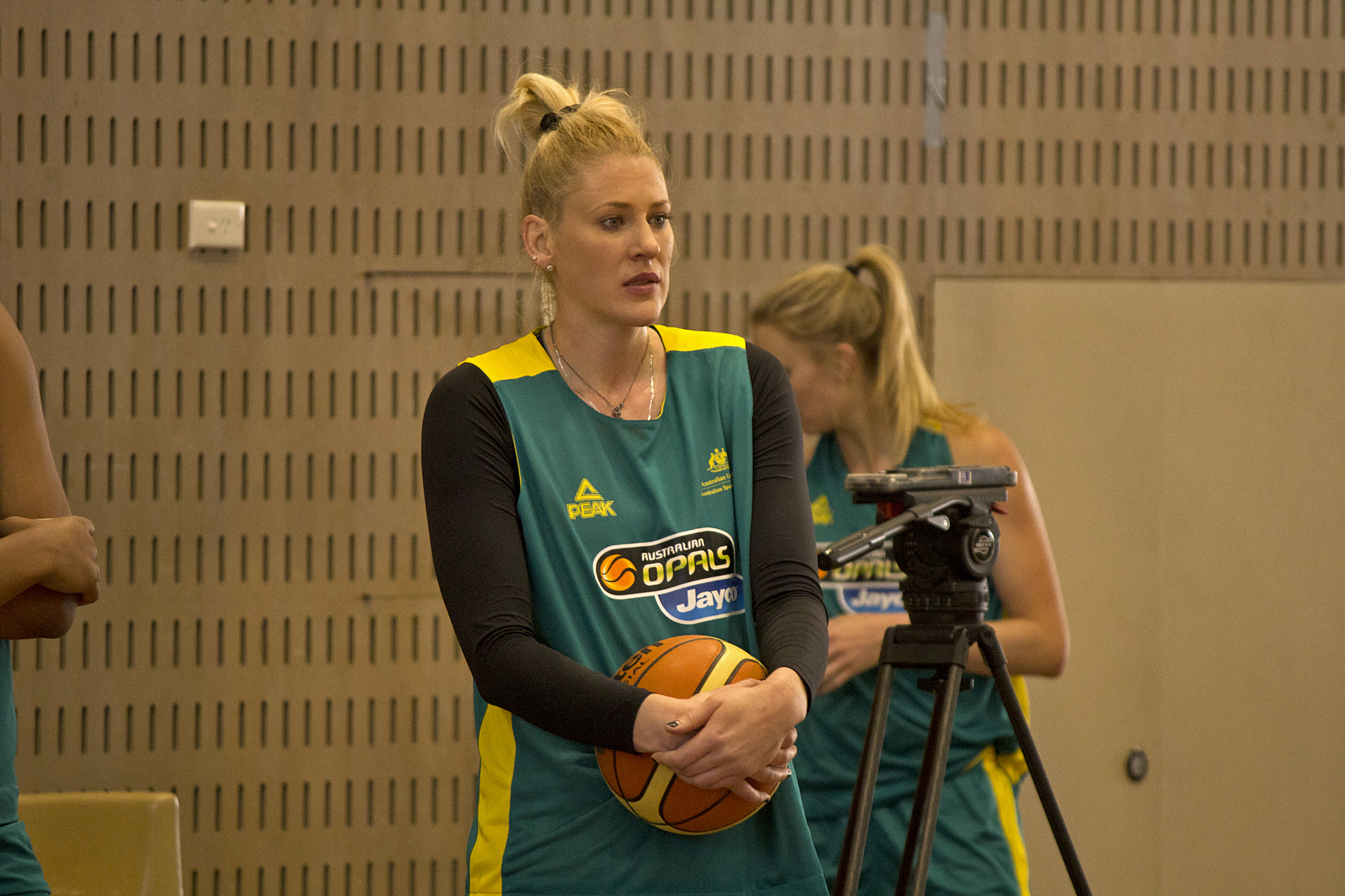
Jackson w 2012.

Na podstawie, o ile nie zaznaczono inaczej.

### WNBA
- Mistrzyni WNBA (2004, 2010)
- MVP:
  - WNBA (2003, 2007, 2010)
  - finałów WNBA (2010)[6]
- Uczestniczka meczu gwiazd WNBA (2001–2003, 2005–2007, 2009, 2010)
- Defensywna zawodniczka roku WNBA (2007)[7]
- Laureatka:
  - WNBA Peak Performers Award:
    - 2003, 2004, 2007 w kategorii punktów
    - 2007 w kategorii zbiórek

  - Best WNBA Player ESPY (2004, 2005, 2008)
- Zaliczona do:
  - I składu:
    - WNBA (2003–2007, 2009–2010)
    - defensywnego WNBA (2007, 2009)

  - II składu:
    - WNBA (2008)
    - defensywnego WNBA (2005, 2008, 2010)

  - składu:
    - WNBA All-Decade Team (2006 – najlepszych zawodniczek dekady WNBA)
    - WNBA's Top 15 Team (2011 – 15. najlepszych zawodniczek w historii WNBA)
    - WNBA Top 20@20 (2016 – 20. najlepszych zawodniczek w historii WNBA)
    - WNBA 25th Anniversary Team (2021)[8]
- Liderka:
  - strzelczyń WNBA (2003, 2004, 2007)[9]
  - WNBA w zbiórkach (2007)[10]
- Drużyna Seattle Storm zastrzegła należący do niej numer 15

### Klubowe
- Mistrzyni:
  - Euroligi (2008, 2009, 2012)
  - Australii – WNBL (1999–2000, 2002, 2003, 2006, 2007, 2009, 2010)
  - Hiszpanii (2012)
  - Rosji (2007, 2008)
- Wicemistrzyni:
  - Australii (2001, 2011)
  - Rosji (2009, 2010, 2011)
- Finalistka pucharu:
  - Rosji (2009, 2010, 2011)
  - Hiszpanii (2012)

### Indywidualne
(* – nagrody przyznane przez portale asia-basket.com, eurobasket.com)
- MVP:
  - WNBL (1999, 2000, 2003, 2004)
  - finałów WNBL (2002, 2003, 2006, 2010)
  - Final Four Euroligi (2008)
  - ligi Korei Południowej (2007)
- Debiutantka roku WNBL (1997)
- Laureatka medalu Mahera (Międzynarodowa zawodniczka roku – 1999, 2000, 2002, 2004, 2006, 2008)
- Uczestniczka meczu gwiazd:
  - Euroligi (2008)
  - WNBL (1999–2004)
- Zaliczona do:
  - I składu:
    - WNBL (1999–2004)
    - najlepszych zawodniczek zagranicznych ligi rosyjskiej (2009)*

  - składu honorable mention ligi*:
    - rosyjskiej (2009)
    - chińskiej (2014)
- Liderka:
  - strzelczyń:
    - Euroligi (2008)
    - WNBL (WNBL Top Shooter Award – 1999, 2003, 2004)
    - wszech czasów WNBL w średniej punktów (22,2)

  - WNBL w zbiórkach (1999, 2001, 2003, 2004)
  - WNBL w blokach (2001, 2002, 2004)
  - wszech czasów WNBL w średniej zbiórek (11,6)
- Rekordzistka WNBL w średniej bloków (4,3), uzyskanych w pojedynczym sezonie (2001)

### Reprezentacja
Drużynowe
- Mistrzyni:
  - świata (2006)
  - Oceanii (2013)
  - Igrzysk Wspólnoty Narodów (2006)
  - turnieju FIBA Diamond Ball (2004)
- Wicemistrzyni:
  - olimpijska (2000, 2004, 2008)
  - turnieju FIBA Diamond Ball (2008)
  - świata U–19 (1997)
- Brązowa medalistka:
  - olimpijska (2012, 2024[11])
  - mistrzostw świata (1998, 2002)
- Uczestniczka mistrzostw świata (1998, 2002, 2006, 2010 – 5. miejsce)

Indywidualne
- Zaliczona do I składu mistrzostw świata (2002, 2006)
- Liderka:
  - strzelczyń:
    - mistrzostw świata (2002, 2006)
    - igrzysk olimpijskich (2004)
    - wszech czasów igrzysk olimpijskich

  - igrzysk olimpijskich w blokach (2000)